# Левбердон
Левбердо́н, иногда Лебердо́н (левый берег Дона) — неофициальное название частей Кировского и Ленинского районов города Ростова-на-Дону, находящихся на левом берегу реки Дон и растянутых примерно на 10 километров вдоль берега реки.
90 % площади представляют собой рекреационный комплекс (базы отдыха, песчаные пляжи, кафе, рестораны, ночные клубы), около 10 % площади приходится на промышленные предприятия, часть из которых вынесена из центральных районов города. Новый этап развития этой территории связан со строительством стадиона «Ростов Арена».

## Перспективы развития
В рамках подготовки к чемпионату мира по футболу 2018 года на левом берегу, напротив Богатяновского Спуска в центральной части Ростова-на-Дону, был построен футбольный стадион «Ростов Арена» вместительностью 45 000 мест. После чемпионата мира стадион стал домашним для футбольного клуба «Ростов».
Рядом со стадионом, вдоль восточной стороны Гребного канала планируется строительство нового здания Правительства Ростовской области и спортивных сооружений; а на базе карьера, который образуется при намыве песка для строительства этих зданий и сооружений — новый канал.
Также, вдоль Ворошиловского моста на левом берегу реки Дон предполагается размещение гостиниц и офисов, а с западной стороны дороги в направлении города Батайска, напротив Гребного канала — новый Ростовский ипподром.
Одновременно велось проектирование второго этапа строительства торгово-развлекательного центра «Мегамаг», который вместил в себя ряд магазинов, в том числе и гипермаркет «Ашан».

## Левбердон в искусстве
9 мая 1969 года на одной из многочисленных баз отдыха на Левбердоне состоялся рок-фестиваль, позднее названный «Вудсток-на-Дону», в котором приняли участие четыре ростовские рок-группы: «Утренняя роса», «Малыш и братья», «Корда» и «Неудачники».
В 1988 году режиссёр и телеведущий ростовчанин Иван Кононов, работавший в то время в молодёжной редакции советского телевидения, написал песню под названием «Левый берег Дона».
Записанная и впервые исполненная популярным в жанре «русский шансон» исполнителем Константином Ундровым песня быстро полюбилась как самим ростовчанам, так и жителям всей России — «Левбердон» в исполнении Ундрова разошёлся многочисленным тиражом на пластинках и кассетах. Спустя некоторое время «Левбердон» перешёл в репертуар Михаила Шуфутинского.
Упоминается в композиции «Ростов» рэп-исполнителя Баста.

## Достопримечательности
- «Ростов Арена» — стадион на 43 472 зрителя, одна из арен чемпионата мира по футболу 2018 года.
- Парк культуры и отдыха «Левобережный» — открылся 1 мая 2018 года.[10]
- Центральный городской пляж — пляж, расположенный немного выше Ворошиловского моста: см. фото до апреля 2017 года.

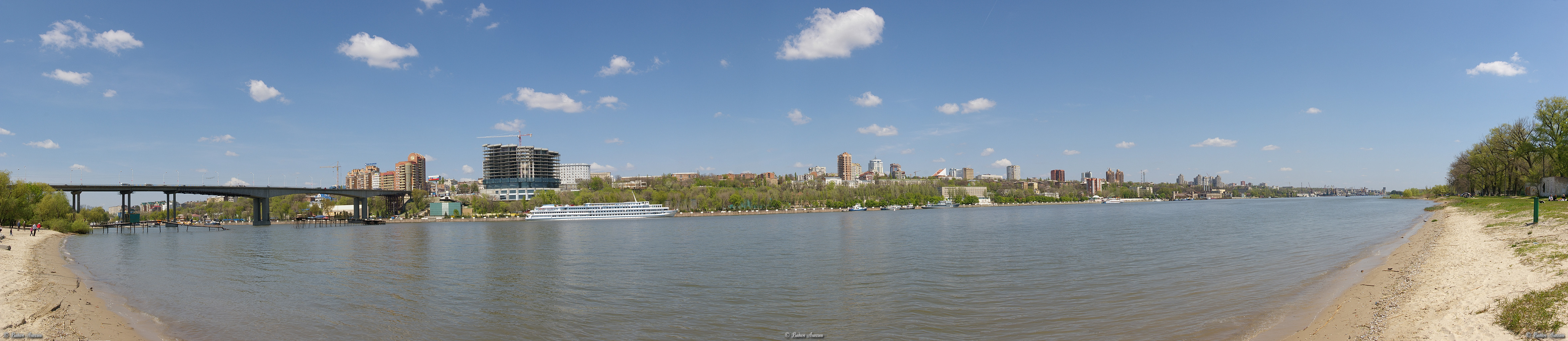
Панорамный вид с городского пляжа на набережную Ростова-на-Дону